# Ейтора Торсдоттір
Ейтора Елізабет Торсдоттір (нід. Eythora Elisabet Thorsdottir, нар. 10 серпня 1998, Роттердам) — нідерландська гімнастка. Учасниця Олімпійських ігор. Багаторазова призерка чемпіонатів Європи.

## Біографія
Батьки народились в Ісландії, в Нідерланди переїхали працювати, де й народилась Ейтора. Має подвійне громадянство, але вирішила представляти команду Нідерландів, тому що тренується в цій країні та має можливість брати участь в командній першості. Мати працює суддею спортивної гімнастики.
Після Олімпійських ігор 2016 в Ріо-де-Жанейро, Бразилія, вступила до "Інституту театрального мистецтва Люсі Мартас" на музичне відділення, хоча поєднувати з професійною спортивною кар'єрою доволі складно.

## Спортивна кар'єра
Шкільний вчитель звернув увагу батьків на гімнастичні здібності, тому у шість років відвели на спортивну гімнастику.

#### 2015
На чемпіонаті світу в команді та на колоді завершила змагання восьмою.

#### 2016
На Олімпійські ігри 2016 в Ріо-де-Жанейро, Бразилія, в командній першості продемонструвала сьомий результат, а у багатоборстві - дев'ятий.

#### 2017
На чемпіонаті Європи у фіналі вправи колоді здобула срібну нагороду, а у вільних вправах - бронзу.

#### 2018
У липні зламала руку на тренуванні, що позбавило можливості брати участь у чемпіонаті Європи в Глазго, Велика Британія, та чемпіонаті світу в Досі, Катар. Була прооперована, повернулась до легких тренувань у жовтні 2018 року.

#### 2019
У квітні на чемпіонаті Європи виборола срібну нагороду у вільних вправах та була тринадцятою в багатоборстві.
На чемпіонаті світу 2019 року у командному фіналі разом з Наомі Віссер, Тішєю Волмен, Ліке Веверс та Санне Веверс посіли восьме місце, що дозволило здобули командну олімпійську ліцензію на Літні Олімпійські ігри 2020 у Токіо, Японія. До фіналів в окремих видах не кваліфікувалась. 

## Результати на турнірах
| Рік  | Змагання         | КБ | ІБ | Опорний стрибок | Різновисокі бруси | Колода | Вільні вправи |
| ---- | ---------------- | -- | -- | --------------- | ----------------- | ------ | ------------- |
| 2015 | Чемпіонат Європи |    | 12 |                 |                   |        |               |
| 2015 | Чемпіонат світу  | 8  |    |                 |                   | 8      |               |
| 2016 | Олімпійські ігри | 7  | 9  |                 |                   |        |               |
| 2017 | Чемпіонат Європи |    | 12 |                 |                   | 2      | 3             |
| 2019 | Чемпіонат Європи |    | 13 |                 |                   |        | 2             |
| 2019 | Чемпіонат світу  | 8  |    |                 |                   |        |               |